# Fleetwood Mac Live
Pour les articles homonymes, voir Liste des albums intitulés Live.
Albums de Fleetwood Mac
Tusk
(1979) Mirage
(1982)
Live est un double album du groupe rock Fleetwood Mac enregistré en public en 1980. Il s'agit de leur premier album live. 

## Historique
Live se compose d'enregistrements tirés principalement de la tournée Tusk de 1979-1980, ainsi que de quelques-uns de la tournée Rumours précédente de 1977. Selon les notes de la pochette, deux chansons ont été enregistrées à un test de son à Paris et trois lors d'une performance à l'Auditorium Civic de Santa Monica « pour un public d'amis et d'équipe technique de tournée ».
On notera en particulier trois nouvelles chansons - One More Night de Christine McVie, Fireflies de Stevie Nicks, et une interprétation bien harmonisée dans les coulisses de The Farmer's Daughter des Beach Boys. Les deux derniers ont été livrés en tant que singles; Fireflies a atteint le top 60 aux États-Unis, tandis que The Farmer's Daughter a atteint le top 10 en Autriche. Fireflies était la rumination de Nicks sur l'enregistrement tumultueux de l'album Tusk et son observation que le groupe est resté intact malgré tout. Ses paroles désignaient les membres du groupe comme les « cinq lucioles ». The Farmer's Daughter semble avoir été enregistré au studio The Village Recorders où Tusk a été enregistré malgré les notes de la pochette - il apparaît dans la réédition de Tusk de 2004 presque identique sans bruits de foule. Don't Let Me Down Again est une chanson de l'album de Buckingham/Nicks et a en fait été enregistrée plus tôt que les autres chansons - l'enregistrement a été fait en 1975 à Passaic. Le groupe a repris The Farmer's Daughter à la demande de Buckingham, qui a jugé l'air de Brian Wilson assez obscur pour être inclus sur l'album. 
Deux pièces de guitare de Lindsey Buckingham sont également remarquables. Le premier, I'm So Afraid, était populaire comme finale de concert pendant cette période. Le second était la reprise de Buckingham sur le numéro de signature de l'ancien guitariste de Fleetwood Mac Peter Green, Oh Well (à l'origine un single de 1969).

## Titres

### Disque 1
1. Monday Morning (Buckingham) – enregistré à Tokyo – 3:51
2. Say You Love Me (McVie) – enregistré à Wichita – 4:18
3. Dreams (Nicks) – enregistré à Paris (sound check) – 4:18
4. Oh Well (Peter Green) enregistré à St. Louis – 3:23
5. Over & Over (McVie) – enregistré à Oklahoma City – 5:01
6. Sara (Nicks) – enregistré à St. Louis – 7:23
7. Not That Funny (Buckingham) – enregistré à Cleveland – 9:04
8. Never Going Back Again (Buckingham) – enregistré à Tucson – 4:13
9. Landslide (Nicks) – enregistré à Londres – 4:33

### Disque 2
1. Fireflies (Nicks) – enregistré au Santa Monica Civic Auditorium – 4:37
2. Over My Head (McVie) – enregistré à Kansas City – 3:27
3. Rhiannon (Nicks) enregistré à London – 7:43
4. Don't Let Me Down Again (Buckingham) – enregistré à Passaic – 3:57
5. One More Night (McVie) – enregistré au Santa Monica Civic Auditorium – 3:43
6. Go Your Own Way (Buckingham) – enregistré à Cleveland – 5:44
7. Don't Stop (McVie) – enregistré à Paris (sound check) – 4:05
8. I'm So Afraid (Buckingham) – enregistré à Cleveland – 8:28
9. The Farmer's Daughter (Brian Wilson, Mike Love) – enregistré au Santa Monica Civic Auditorium – 2:25

## Musiciens

### Fleetwood Mac
- Stevie Nicks : chant
- Lindsey Buckingham : guitare, chant
- Christine McVie : claviers, chant
- John McVie : basse
- Mick Fleetwood : batterie, percussions

### Musiciens additionnels
- Ray Lindsey : guitare sur Go Your Own Way
- Tony Toadaro : percussions
- Jeffery Sova : claviers

## Certifications
| Pays              | Certification | Unités certifiées |
| ----------------- | ------------- | ----------------- |
| États-Unis (RIAA) | Or            | 500 000           |